# José María Meliá Bernabéu
José María Meliá Bernabéu (Cabanyal, 1885 - Peñíscola, 1974) fue un astrónomo, escritor, traductor y periodista español, conocido también por el pseudónimo de "Pigmalión".

## Biografía
Estudió náutica y estableció una estrecha amistad con el escritor Vicente Blasco Ibáñez, del cual fue secretario en Francia durante la Primera Guerra Mundial. Bajo el pseudónimo "Pigmalión" publicó traducciones y diversos artículos de divulgación sobre astronomía en la prensa local valenciana. Fue una pluma habitual en la prensa de Valencia durante el siglo XX (por ejemplo, el diario Levante, desde 1946) y colaboró en especial con Radio Valencia desde mediados de los años treinta con conferencias radiofónicas sobre diversos temas, en especial astronomía, meteorología y cultura general, con especial predilección por los personajes femeninos. Participó en algunas tertulias valencianas, como la del músico Joan Lamote de Grignon y Bocquet. Tradujo y publicó dos obras de Camille Flammarion La muerte y su misterio (1921), que tuvo una gran aceptación y una segunda edición en 1923, y Las casas de duendes: al margen de la muerte y su misterio (1923). Obtuvo en 1960 el Premio Ondas de radio. Como autor original compuso tres libros: Blasco Ibáñez, novelista, Conferencias y Una velada astronómica en Peñíscola. También tradujo una obra de la escritora italiana Mura, La traviesa camarera del amor (cuentos caprichosos y galantes) (Valencia: Guerri, 1925). Murió en Peñíscola en 1974 y donó su biblioteca de 9000 títulos a la Pública de esta ciudad, donde también reposan sus restos, pero solo la mitad está disponible, ya que el resto está aún sin catalogar. Hay calles en Valencia, Benicalap y Benaguacil que llevan su nombre en su honor.

## Obras
- Una velada astronómica en Peñíscola y seis conferencias radiofónicas Valencia: Guerri, 1949.
- Blasco Ibáñez, novelista (1963). Reeditada corregida y ampliada en 1967.
- Conferencia pronunciada en el Instituto de España en Londres... titulada Blasco Ibañez, novelista y su Universidad popular, Iturbi Valencia: Suc. de Vives Mora, 1967.
- Conferencias pronunciadas por Radio Valencia y un fragmento sobre "Blasco Ibañez, Novelista", Valencia, 1959.
- Los mallorquines, Madrid: Cuadernos para el diálogo, 1968.
- Trad. de Camille Flammarion, Las casas de duendes; al margen de la muerte y su misterio (1924)
- Trad. de Camille Flammarion, La muerte y su misterio (1921); 2.ª ed. 1923 y 3.ª 1948, 3 vols.
- Trad. de Arthur Schopenhauer, Las ciencias ocultas... (1930)
- Trad. de Maria Assunta Giulia Volpi Nannipieri, más conolcida como Mura, La traviesa camarera del amor: cuentos caprichosos y galantes  Valencia: Guerri, [1925]